# Bisimetrična matrika
Bisimetrična matrika je matrika, ki je simetrična na obe diagonali. 

## Zgled
{\displaystyle {\begin{bmatrix}a&b&c&d&e\\b&f&g&h&d\\c&g&i&g&c\\d&h&g&f&b\\e&d&c&b&a\end{bmatrix}}.}

## Značilnosti[1]
Bisimetrične matrike so simetrične centrosimetrične in simetrične persimetrične matrike.
Zmnožek dveh bisimetričnih matrik nam da centrosimetrično matriko.